# Öxabäcks Idrottsförening

L'Öxabäcks Idrottsförening, nota nella sua forma contratta come Öxabäcks IF o anche semplicemente Öxabäck, è un'associazione polisportiva svedese con sede ad Öxabäck fondata nel 1931. La sezione di calcio femminile viene fondata nel 1966 ed è una delle prime squadre di calcio femminile in Svezia.
La squadra di calcio femminile ha vinto il campionato nazionale svedese nel 1972, 1973, 1975, 1978, 1983, 1987 e 1988. e la Svenska Cupen damer nel 1985, 1986, 1987, 1988, 1989 e 1991. Il club non è stato ammesso all'edizione del 1998 del Damallsvenskan.
La squadra di floorball si è unita nel 1999 alle squadre Örby IF e Berghems IF per creare il Team Tygriket 99, in seguito IBK Tygriket 99.